# Jupiter vychází
Jupiter vychází (v anglickém originále Jupiter Ascending) je americký sci-fi film natočený v roce 2015, který režírovala dvojice sester Wachowských.

## Děj
Film pojednává o tom, že lidé nejsou ve vesmíru sami. Planeta Země byla totiž osázena zhruba před 100 tisíci lety rodem Abrasaxů, jedním z nejmocnějších rodů v celém vesmíru. Tři hlavní dědicové: Balem, Kalique a Titus si rozdělili dědictví jejich matky, která se dožila téměř 91 tisíc let a byla zavražděna neznámým pachatelem.
Mezitím na Zemi se narodila Jupiter Jonesová (Mila Kunis), jejími rodiči jsou ruská učitelka matematiky Alexa Bolotnikovová a britský astrolog Maxmilian Jones. Narodila se po smrti otce uprostřed Atlantského oceánu a podle horoskopu bude mít bohatou a šťastnou budoucnost. Do svých 25 let ovšem žije stejným životem a proto začala být pesimistkou. Mezitím se Abrasaxové dozvídají, že jejich matka se reinkarnovala, a tak proto Titus vysílá bývalého legionáře Caine Wise (Channing Tatum), aby mu ji přivedl. O reinkarnaci své matky se dozvídá i Balem (Eddie Redmayne) a tak pošle Lovce, aby ji našli a zabili. Caine je ovšem rychlejší a tak ji nakonec zachrání těsně před smrtí na klinice. Po bitvě v centru Chicaga se dostává až na farmu, kde potkává bývalého legionáře a přítele Caineho, Stingera Apiniho (Sean Bean). Když jej znovu napadnou Lovci, tak se Jupiter dostává do sídla Kalique, kde se dozvídá o Elixíru, který se vyrábí z lidí a dává tak dotyčnému člověku opět mládí. 
Poté se Jupiter dostane s Cainem na Aegidu, kde na planetě Ores Jupiter získává svůj titul z minulého života podává nárok na Balemovo dědictví. Ovšem Jupiter se dostává na Titovu loď, kde málem dojde k falešnému sňatku. Aegis na přání Jupiter letí k Zemi, ovšem tam na ní čeká nepříjemné překvapení v podobě únosu její rodiny Balemovými sluhy. Jeden z nich jí nabízí, že když se před Balemem vzdá svého titulu, bude její rodina v bezpečí. Ona souhlasí. Jupiter branou sídla projde, ovšem Aegis už ovšem nestihne projít. Jupiter se ocitá na Balemově sídle na planetě Jupiter, kde jí Balem dá dopis, kterým Jupiter potvrdí, že se vzdává svého titulu. Caine ovšem nemohl odolat, a tak se vydává zachránit Jupiter. Když vtrhne do Balemova sídla, Jupiter tak abdikaci nepodepíše a Balem ji málem zabije. Ten se nakonec s Jupiter utká, ale sám umírá. Caine najde Jupiter a přes portál se na poslední chvíli ocitají u Země. Jupiter se tak dostává domů, ovšem se svoji novou láskou.

## Obsazení
| Mila Kunis         | Jupiter Jonesová                    |
| Channing Tatum     | Caine Wise                          |
| Eddie Redmayne     | Balem Abrasax                       |
| Sean Bean          | Stinger Apini                       |
| Douglas Booth      | Titus Abrasax                       |
| Tuppence Middleton | Kalique Abrasaxová                  |
| Nikki Amuka-Bird   | Diominik Tsingová – kapitánka Aegis |
| Kara lily Hayworth | Titova služka                       |
| James D'Arcy       | Maxmilian Jones                     |